# 楠浦村
楠浦村（くすうらむら）は熊本県の天草諸島、天草下島に存在していた村。

## 歴史
- 1889年（明治22年）4月1日 - 町村制の施行に伴い、単独で自治体を形成。
- 1954年（昭和29年）4月1日 - 楠浦村が亀場村、櫨宇土村、本渡町、下浦村、志柿村、本村、佐伊津村と合併して本渡市が発足。